# Меццо-сопрано
Меццо-сопрано (итал. mezzo-soprano от mezzo — половина, середина и soprano — верхний) — женский певческий голос с рабочим диапазоном от ля малой октавы до ля второй октавы (220—880 Гц). Характерным признаком этого типа голоса является насыщенность, полнота его звучания в «середине» и мягкость, объёмность звучания низких (грудных) нот.
Меццо-сопрано зачастую исполняют партии контральто, иногда также сопрановые партии.
В русской исполнительской традиции меццо-сопрано значительно отличаются по тембру от центральных и высоких сопрано. Для них характерен крупный, глубокий звук, очень насыщенный по окраске и несколько тяжеловесный. В западной же традиции разница между меццо-сопрано и центральным лирическим сопрано лишь в диапазоне, при этом меццо-сопрано имеют явный «сопрановый» звук, довольно светлый, и обладают большой подвижностью голоса.

## Разновидности
- драматическое меццо-сопрано
- лирическое меццо-сопрано[5]
- колоратурное меццо-сопрано[5]

## Классические оперные партии меццо-сопрано
- Азучена («Трубадур» Дж. Верди)
- Алиса («Лючия ди Ламмермур», Г. Доницетти)
- Амнерис («Аида», Дж. Верди)
- Далила («Самсон и Далила», К. Сен-Санс)
- Зибель («Фауст», Шарль Гуно)
- Золушка («Золушка», Дж. Россини)
- Изабелла («Итальянка в Алжире», Дж. Россини)
- Изолье («Граф Ори» Дж. Россини)
- Кармен («Кармен», Ж. Бизе)
- Керубино («Свадьба Фигаро», В. А. Моцарт)
- Лаура («Каменный гость», А. С. Даргомыжский)
- Любаша («Царская невеста», Н. А. Римский-Корсаков)
- Маргарита («Осуждение Фауста», Гектор Берлиоз)
- Марина Мнишек («Борис Годунов», М. П. Мусоргский)
- Марфа («Хованщина», М. П. Мусоргский)
- Никлаус («Сказки Гофмана», Ж. Оффенбах)
- Розина («Севильский цирюльник» Дж. Россини)
- Секст («Милосердие Тита» В. А. Моцарт)
- Фенена («Набукко», Дж. Верди)
- Фрика («Кольцо Нибелунга», Р. Вагнер)
- Шарлотта («Вертер», Ж. Массне)
- Эболи («Дон Карлос», Дж. Верди)
- Брангена («Тристан и Изольда», Рихард Вагнер)
- Прециозилла («Сила судьбы», Дж. Верди)